# 大原性実
大原 性実（おおはら しょうじつ、1897年11月5日 - 1979年4月25日）は、日本の仏教学者。浄土真宗の僧。
京都府生まれ。龍谷大学文学部卒、同大学院、同大学教授、1956年「真宗異議異安心の研究」で龍谷大学より文学博士の学位を取得。1957年退職。

## 著書
- 『浄土教の中心問題』顕真学苑出版部 1931
- 『讃仏偈講話』顕真学苑出版部 1932
- 『十二礼講話』顕真学苑出版部 1933
- 『秘事法門の研究』顕真学苑出版部 1933
- 『阿弥陀経講讃』顕真学苑出版部 1934
- 『法蔵を開く 仏教新興叢書』興教書院 1937
- 『正信偈講讃』永田文昌堂 1937
- 『浄土真宗の諸問題』興教書院 1938
- 『宗教報国』永田文昌堂 1941
- 『阿弥陀経講話 真宗講座』真宗典籍刊行会 1941
- 『真宗教学の諸問題』興教書院 1942
- 『善導教学の研究』明治書院 1943
- 『親鸞聖人とその宗教』北方出版社 1948 顕真叢書
- 『十二礼偈講讃 らいはいのうたをた丶えまつる』永田文昌堂 1949
- 『真宗教学史研究』全7巻 永田文昌堂 1952-1985
- 『人生の道標』百華苑・百花文集 1955
- 『現代人と真宗 真宗教義の現代的解明』永田文昌堂 1958
- 『教行信証概説』平楽寺書院 1959 サーラ叢書
- 『親鸞教入門 若き世代のために』百華苑 1959
- 『人生と幸福』永田文昌堂 1959
- 『親鸞の知恵 大原性実集』（昭和仏教全集）教育新潮社 1962
- 『蓮如語録に聞く』教育新潮社 1964
- 『真宗教学の現代的解明 親鸞に聞く救済の論理』新版 永田文昌堂 1965
- 『海を渡る真宗 大原性実集』現代真宗名講話全集 教育新潮社 1967
- 『親鸞聖人と浄土 顕浄土真仏土文類概説』永田文昌堂 1968
- 『親鸞の他力と救いの論理』教育新潮社 1969 フリドブックス
- 『人生と歎異鈔』永田文昌堂 1971
- 『業に生きて業を越える』教育新潮社 1975 法輪選書
- 『大原和上最期の法話』教育新潮社 1980 仏教文化シリーズ
- 『聞法』大井昭成、久間田顕了訳 永田文昌堂 1983

## 共編著
- 『新撰勤行聖典』編 顕真学苑出版部 1936
- 『現代人の宗教的疑問の解答』全6輯 深浦正文共著 永田文昌堂 1950-1956
- 『禅と念仏 対話』山田無文 潮文社 1968